# エーデルヴァイス海賊団

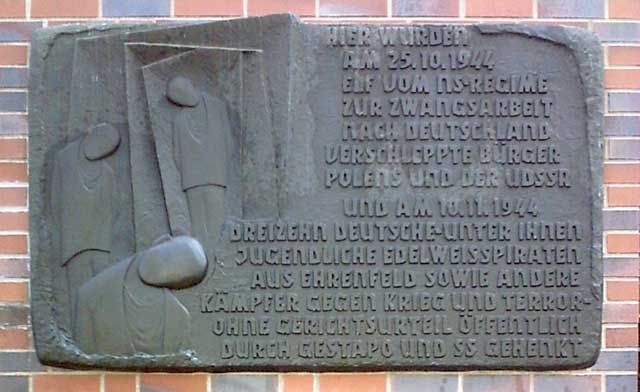
ケルンでの犠牲者のための慰霊碑

エーデルヴァイス海賊団（エーデルヴァイスかいぞくだん、ドイツ語: Edelweißpiraten）は、ナチス政権下のドイツに存在した若者のグループである。これはヒトラーユーゲント内の厳しい統制生活に対抗した若者の自然発生的な運動として、ドイツ西部で1930年代末に発生した。彼らは主に14歳から18歳の若者で構成されていた。当時のドイツでは、少年たちは学校を卒業（当時は14歳で卒業する）した後、ヒトラーユーゲントに入隊、17歳でドイツ国家労働奉仕団に入り、兵役に就くことになっていたが、このグループの若者たちはこれを避けようとしていた。
彼等に類似したグループとして「モイテン」「スウィングユーゲント」が存在した。これらについても併せて述べる。

## 歴史

### 成立
エーデルヴァイス海賊団の源流は第二次世界大戦直前に、州管轄下のヒトラーユーゲントが国家への奉仕を行うために動員され始めた時、それに対抗するものとして発生したことに由来する。
ヒトラーユーゲントは、元々はドイツにおける青少年組織を帝国青少年指導者であるシーラッハが統合したもので、青少年をナチスの主義主張へ「画一化」することを図ったものであった。ヒトラーユーゲント成立当初は、以前より存在した青少年組織の手法、リーダーを受け継いでおり、ヒトラーユーゲントへの入隊もさほど強制的ではなかった。しかし、ナチスドイツの方針としてドイツが軍国主義化し、ヒトラーユーゲントが軍隊への入隊前の準軍事組織としての色を濃くしていくにつれ、ヒトラーユーゲントへの加入を強制されるようになると、それまでユーゲントへの反感から参加しなかった青少年までが取り込まれるようになっていた。さらに、ヒトラーユーゲントは町のパトロールを行い、風紀の取締りを行ったが、これは同年代同士での監視となり、元々反発的な青少年の反感は募るばかりであった。こうしてナチスによる青少年の完全組織化は、ヒトラーユーゲントに反発的な青年の行動を先鋭化させたにすぎなかった。さらに、戦争が進むにつれて、ヒトラーユーゲントの余暇活動や旅行などがほとんど行われなくなり、さらには中止されるまでにいたった。そして、その代わりに準軍事組織化したことによる絶対服従の軍事教練が強制されるが、この訓練では主に労働者階級の子息が多かった反発的青少年らにとって無縁の中等・高等学校生のヒトラーユーゲント指導者が命令を下すことになり、彼等には耐え難いものとなっていった。
ナチス当局は当初、これらの青少年の行動はナチス成立以前の「共産主義」、「カトリック主義」やブント系組織の大きな影響を受けていると説明していたが、1930年末から1940年代の青少年はすでにナチス政権が成立している時期に学校に通い、「ナチス的」教育の洗礼を受けているはずであった。
これについて帝国青少年指導部は1942年以下の報告を行っている。
| 「 | ヒトラー・ユーゲント以外の若者のグループが増加しつつあるのは戦争（第二次世界大戦）の2、3年前であるが、戦争中はさらにひどくなった･･･（後略） | 」 |

こうして発生していった青少年グループが「エーデルヴァイス海賊団」、「モイテン」、「スウィング・ボーイ」である。
1930年代末、ドイツ西部で最初の「エーデルヴァイス海賊団」が発生、その他エッセンで「ファールテンシュテンツェ（小粋な旅人）」、オーバーハウゼン・デュッセルドルフでは「キッテルバッハ海賊団」、ケルンでは「ナバホ」がそれぞれ発生した。彼等は生まれは異なるものの、エーデルワイスのバッジや服装など似通ったものを着用し、お互いに旅行やキャンプなどで知り合い、共にヒトラーユーゲントのパトロール部隊を襲撃することにより一体感を持っていた。そのため、お互いのグループが「エーデルヴァイス海賊団」の一員であると考えていた。
これらのグループのメンバーは主に14歳から18歳までの青少年を中心とした年齢の戦傷者、不可欠要員（戦争遂行のための不可欠な仕事に就く者）らであり、余暇や週末を楽しむために自然と集まりグループを形成した。
メンバーの多くは労働者階級の子息であり、義務教育を終えて就職した者が多く、学業や仕事の面での出世よりも冒険を求めていた。そして、彼等は労働を軽視してはいたが、決して働かないわけでなく、当時の平均月収100ライヒスマルク強を稼いでおり、生活的に独立していた。
ただし、彼等は仕事を頻繁に変えることが多く、未熟練もしくは半熟練労働者であったが、これはより高い賃金を求めているためであり、4人に1人が最低、1回は職場を変えている。そして、職場の上司と対立したり、無断欠勤をしたり、自分の気に入る仕事しかせずに自分のリズムで働くことにより、故意のサボタージュではないにしろ、その生産性を著しく阻害したりすることもあった。これについての報告書も存在する。
海賊団のメンバーはナチスとは一線を画していたが、これは政治的コンセプトをもっていたわけでなく、単純な日常、政府の抑圧から独立することを望むものであったが、この「国内亡命」はやがてヒトラーユーゲントへの決定的な対立を行うことを望むようになって行く。

### 活動
エーデルヴァイス海賊団の基本行動にはヒトラーユーゲントおよびナチスへの反抗であり、政府から押し付けられる物を嫌悪していた。
エーデルヴァイス海賊団のメンバーはヒトラーユーゲントから離脱することにより、余暇を自由に過ごすことができるようになった。彼等は元同級生、同僚、近所の友人などとグループを作り、近所の公園、酒場、広場など至るところに集まり余暇を過ごしたが、これには縄張り意識が存在し、同じ地域に住むか、職場の同僚同士である場合が多かった。グループはヒトラーユーゲントと似たような集まりではあったが、グループ内では少年少女が混ざっており、これにより夜の集まりや週末の旅行にお互いに性的経験を持つチャンスを生じるようになっていた。この点はナチスが設立した青少年組織と決定的にちがうところであった。このことから政府当局がエーデルヴァイス海賊団を激しく攻撃するために、「グループ内で性的混乱を生じている」とする報告書が存在しているが、これは過度に強調されているとされている。
エーデルヴァイス海賊団は週末には小旅行に出かけることが多かった。ハイキング、ヒッチハイク、自転車での外出、様々なところでグループ同士が共に過ごすことがあったが、戦争中、旅行が禁止されても、旅行をやめることはなかった。
彼等は自由を欲しており、同じようなグループである「ナハボ」の、以下の歌が残されている。
また、彼等はそれまで禁忌とされていたことに対しても自由であることを望んでいたため、労働も軽視しており、これらはヒトラーユーゲントとの対立を深めるばかりであった。

### 当局との対立
彼等のスローガンの1つは「ヒトラーユーゲントとの永遠的戦争」であった。
エーデルヴァイス海賊団の主な関心は上記の余暇活動とナチス当局への対抗であったが、このナチス当局への反感は直接ナチス当局やナチス高官を襲うわけにもいかず、主にヒトラーユーゲントや突撃隊員などの個人を襲うことで達成されていた。
1941年、オーバーハウゼンの鉱山学校の教師によれば「あらゆる少年はキッテルバッハ海賊団が誰か知っており、彼等はいたるところに居る。彼等はヒトラーユーゲントよりも多く…（中略）…彼等はユーゲントのパトロール隊を襲撃、暴行を加えた…（後略）。」とされている。
彼等は街角でナチス黄金党員章を着用した者を背後からバカにして笑い、通りかかったユーゲントの隊長を捕まえて記章や名誉短剣を奪いからかって楽しんだ。
これらのことをミュールハイムの突撃小隊は以下の報告を1941年に行っている。
| 「 | （前略）･･･これらの悪行を警察当局が取り締まるようお願いする。ヒトラーユーゲントは身の危険からおちおち活動できません･･･（後略） | 」 |

また、デュッセルドルフでは以下の報告がある。
さらに海賊団はナチス当局との対立を深めていくことになり、連合軍がまいた宣伝ビラを家々の郵便ポストに配り歩き、抵抗組織に加わったりする者も現れた。また、1942年、デュッセルドルフで共産党員から海賊団員への接触が発生するなど、抵抗組織が海賊団員を勧誘する場合もあり、ステッカー、チラシなどを配布するために海賊団に託すこともあった。ケルンにおいては1944年、エーデルヴァイス海賊団が地下組織に合流し、脱走兵や逃げ出した戦争捕虜、他国から連行されて強制労働に従事していた人々、強制収容所から逃げ出した囚人などの支援を行っていたが、さらに彼等は軍の補給所を襲撃するなど、パルチザンまがいの活動を行った。そのため、1944年秋、ゲシュタポのケルン本部長が犠牲者となっている。
こうして初期はただ単に不服従を旨としていた海賊団の一部は先鋭化し、抵抗組織と化していったが、これは若者特有のサブカルチャーという形で、ナチスとの統合を拒否したのであった。

### 政府の対応
ナチス当局による取り締まりは複雑を極めた。ゲシュタポ、ヒトラーユーゲント、警察らによる処分は個人的訓戒、一斉検挙、一時的逮捕（頭を丸刈りにしてから釈放、見せしめとすることがあった）、週末禁固、労働収容所・青少年強制収容所への収監、そして起訴など多岐を極めていたが、最終的には処刑に繋がるものであった。例としてケルンでは首謀者とされた者が1944年11月10日という時期にもかかわらず、公開絞首刑に処されている。
1944年10月25日、親衛隊全国指導者ハインリヒ・ヒムラーは「青少年の徒党撲滅」命令をだし、これらの活動を押さえ込む事を決定、12月7日、デュッセルドルフでは一斉検挙が行われた。ゲシュタポはこれらのグループを「全て解体した」と報告、デュッセルドルフで10グループ・283名、デュースブルクで10グループ・260名、エッセンにおいては4グループ・124名、ヴッパータールで4グループ・72名が検挙されている。
しかし、ナチス当局は彼等を取り締まる反面、全てを排除できないというジレンマに陥っていた。彼等若者は、将来のドイツを支えることになる立場であり、戦局の悪化で軍需労働者や兵士となる人員の不足が深刻化している中では、彼等全てを捕らえて処刑するわけにはいかなかった。しかも、ゲルマン民族至上主義を唱えるナチスにとって、彼等は本来、遺伝的に健康で優秀たるドイツ人であったが、その態度も問題を生じていることも間違いなかった。
結局、政府諸機関は明らかに腰の定まらない、場当たり的な対応を取らざるを得なかった。ある当局者は、エーデルヴァイス海賊団は青少年が非行化しているだけで、ヒトラーユーゲントに魅力がないことが原因とし、別の当局者は、この活動の背後に大規模な陰謀があるとした。しかし、エーデルヴァイス海賊団自体は単なる「非行」でもなければ「抵抗組織」でもなく、ナチズムを拒否することがテーマであった。
結局、政府による取締りではグループを解散させることはできず、また、反体制組織とは判断されずに終わった。ナチスによって処刑された海賊団員の犠牲者の家族は賠償金を受け取れなかった。

### 第二次世界大戦後
戦後に進駐した連合国軍の意図に反し、エーデルヴァイス海賊団は、親英的でも親米的でもなかった。占領初期の段階で、ヴッパータールのエーデルヴァイス海賊団のように、治安活動を行うことを提唱して、占領当局と接触を求めた例があった。それらの提案は真面目に受け取られ、色々な思想を持った派閥が彼等と接触しようとした。例を挙げれば、1945年7月、ドイツ共産党が出した初のパンフレットは、彼等向けのものであった。
エーデルヴァイス海賊団のメンバーの内、少数が旧来の反ファシズム的組織とFDJ（Freie Deutsche Jugend、自由ドイツ青年団）に加わったが、加入した青年運動組織が、実は「政治を中心とした活動組織」と分かった瞬間、大多数がこれらに背を向けた。例えば、共産主義志向の若者がグループで大多数を作ろうとしたベルギッシュ・グラートバッハのグループでは、解散する結果になっている。
エーデルヴァイス海賊団が再認可された青年運動からそっぽを向いた時、海賊団は社会的追放者となり、連合国との諍いが発生することとなった。フランクフルトに本部を置くアメリカ軍対諜報部隊の1946年5月の報告には、エーデルヴァイス海賊団の活動がイギリス、アメリカ占領区全体で知られているとされている。
エーデルヴァイス海賊団はソ連、ポーランドからやって来た人々への攻撃を行い、ピーター・シュルツは、ポーランドの闇商人が攻撃される現場を目撃している。さらにイギリス兵と親密なドイツ人女性への攻撃も発生した。
1946年4月、ユルツェンで行われた軍事裁判において、ハインツ・D（Heinz D）という匿名の青年は、「エーデルヴァイス海賊団のヨーロッパの平和を脅かす犯罪計画を実行した活動家」ということで、一度は死刑を宣告された（翌月には懲役刑に減刑された）。一方、ソ連占領区では、エーデルヴァイス海賊団と疑われた青年は、実質的懲役25年を宣告された。
1946年より、連合軍の情報当局はエーデルヴァイス海賊団の名前を借りた組織による「抵抗活動」を注視していた。これらのグループは元ヒトラーユーゲントの青少年、元兵士、放浪者などで構成されており、情報部の報告では「感傷的で冒険好きでロマンチックな反社会的（な運動）」とされていた。アメリカの当局はこれを深刻的な脅威と考えていた。

## モイテン
モイテン(de)はライプツィヒで生まれた組織であり、1937年から39年にかけてその最盛期を迎えた。基本行動としての集会、構成員、開放的な性関係、ヒトラーユーゲントへの挑発などの行動はエーデルヴァイス海賊団に酷似しており、服装はブント系青年運動を真似ていた。しかし、共産党系、社会民主党系の伝統を借りて、自らのスタイルを形成していたということでその著しい相違点があった。これはライプツィヒが過去に左翼の牙城であったことが大きく関係していると考えられている。
彼等は皆、平等である社会を希望し、政治的アイデンティティをも所有しており、それはロシアの青少年組織ピオネールの挨拶を改悪した「Seid Bereit（準備はいいか）」にも表現されている。ただし、ライプツィヒにおいてはゲシュタポの力が強く、彼等は明らかな敵と判断されていた。そのため、1938年から1939年にかけて徹底的な弾圧を受けた。彼等は最盛期で約1,500名ほど居たことがゲシュタポの報告書には記載されている。

## スウィング・ボーイ
スウィング・ボーイ（Swing-Jugend）に参加した青少年は主に中間層の子息であった。
ナチスは退廃音楽として指定したジャズ・スウィング音楽を禁止したが、ヒトラーユーゲントも以前より、この音楽に不快の念を示していた。1940年2月ハンブルクで開催されたスウィングフェスティバルにおいて、ヒトラーユーゲントの内部報告書には以下のことが記載されている。
| 「 | ダンス音楽はアメリカ、イギリスばかりで、踊りはスウィング・ダンスとジルバのみであった。入り口には「スウィング禁止！（Swing Verboten!)」とあった看板が「スウィング希望！（Swing er-beten）」に書き換えられていた･･･（中略）･･･ダンスをしている連中の顔はとてもみられたものではなかった･･･（中略）･･･若い男二人と娘二人が一緒に踊り･･･（後略） | 」 |

やがてスウィングが禁止されると、スウィング運動は非公然な場所に移って活動することとなったが、その結果として先鋭化も伴った。スウィング運動はハンブルク、キール、ベルリン、シュトゥットガルト、フランクフルト、ドレスデン、ハレ、カールスルーエなどの大都市で発生した。
彼等はエーデルヴァイス海賊団とはちがい、ある程度の教育を受けた者が多く、英語をある程度操ることができた。そのため、英語でスローガンを叫ぶことや、英語の歌詞を歌い、片言ながらも会話を行った。
彼等はただのダンス音楽には満足せず、ナチスのいうところの「ニグロ音楽」であるスウィング、ジャズを聞きながら、踊りを踊った。彼等の格好はヒトラーユーゲントの忌み嫌う、髪を伸ばしてだらしのない格好であった。なお、ヒトラーユーゲントが作成するスウィング・ボーイについての報告書では上記の髪の毛、服装についての言葉がよく使われていた。
エーデルヴァイス海賊団やモイテンのメンバーが労働階級の子息であったのに対して、スウィング・ボーイらは大都市の中間層の子息であった。また、彼等が集まる場所は都会のナイトクラブであり、金銭的、社会的に恵まれた存在であった。
ナチス当局のこれらスウィング・ボーイに関する報告書には、彼等が性的に無規律であることが強調されているが、一概に、彼等が本当に無規律であったとはできず、自由恋愛という形である可能性も存在する。
スウィング・ボーイたちは政治的なものを持たず、世間に対し、無関心であった。そして彼等のアイデンティティを敵であるイギリス、アメリカの文化に求めたものであり、ドイツよりもイギリス、アメリカがより洗練されたものと感じていた。そのため、ユダヤ人であろうがどうかということも関係なく、共にスウィング、ジャズを楽しんだ。
ハンブルクのスウィング・ボーイらには、後に反ナチス運動である白いバラへ参加した者も存在する。

## 意義
エーデルヴァイス海賊団やモイテンの攻撃性、スウィング・ボーイの無関心さはナチスをいらだたせるものであったが、これはナチスが画一的な社会を形成しようとしていたことに対する明らかな反逆であり、独自の文化を発達させるものであったからである。彼等はナチスの押し付ける物を拒否し、それを認めないことを証明するためヒトラーユーゲントへの挑発を行い、独自の文化的主観性を作り出していた。

### エーデルヴァイス海賊団・モイテン
ナチス当局はこれらの原因を戦争や思春期に求めたが、その枠組みに当てはまることはなく、実際に社会に出た青少年が経験したもの、労働によって規定されるアイデンティティが反映したものであった。彼等はヒトラーユーゲントのように学生でなく、自ら働き、賃金を稼ぐ一人前の男であると言う自信を持っており、また、ナチスの求める全体主義ではなく、個人を大事にしていた。それは労働が強制的なものと感じる態度にも反映され、強制に対抗するために仕事をサボるなど職場での反抗にもつながった。彼等は伝統的熟練労働者や生産者としての誇りを持たなかった。
彼等はそれまで存在した労働者階級の基本文化を再編したのではなく、彼等の経験から新たな文化を形成したのであった。

### スウィング・ボーイ
彼等の問題はナチスにとって危ういものであった。なぜならば、ナチスが政権に就いたときの主な支持層が彼等の親であったからである。しかし、親の価値観を彼等が受け継ぐことはなく、それを無価値と考えていたとされる。つまり「ジャズを聴いて踊る」ことや「のらりくらりとした生活」はナチスにとって大きな破壊力となる恐れが存在した。
ナチスの報告書によれば、スウィングと教育程度には強い関連性が存在するとされており、事実、彼等はある程度の教育を受けており、合理的な解決を行うことを好み、ナチスの美辞麗句では自分たちを表現することができないと感じていた。また、ヒトラーユーゲントの軍事訓練にも嫌気を感じていたのである。
これについては明確な答えはまだ存在していないが、スウィング・ボーイの世代は、ドイツにおける天文学的インフレや世界恐慌を経験しており、それまでのドイツの価値観が大きく揺らいだ時を過ごしていた。この時代に家庭内の父親の存在は著しく下落し、それまで理想とされていた軍人的男性に魅力を感じなくなり、新たな価値観を求めたという説がある。
ヒムラーは彼等を忌み嫌っており、1942年1月26日、総統大本営からハイドリヒへ彼等を厳しく取り締まるよう指示を送っている。

### 意味
彼等の存在はナチスにとって色々な意味を生じた。
1. ヒトラーユーゲントへの加入が強制化されたことにより、それに反感を持つ青少年がより魅力的な組織に加わった事。
2. 青少年が自らのアイデンティティを表現するためには、ナチスとの対立も辞さなかったこと。
3. ナチスの全体主義が必ずしも成功していなかったこと。
4. ナチズムが故意で無いにしろ、青少年の余暇活動の道を開いたこと。

第一点については、完成間近の状態のヒトラーユーゲントを多くの青少年が拒絶し、無関心であったことが意味される。これらの青少年は抵抗を消極的、積極的と場面で変化させながらも、自らの立場を主張するため、当局の圧力にもかかわらず海賊団などの組織に入っていた。
第二点については、海賊団などはナチスのイデオロギーと全面的に対立するものであり、ナチスは結局彼等に魅力的な娯楽を提供することはできなかったこと、ナチスが政権について年数が経っていたにもかかわらず、全てを把握できていなかったことを意味する。
第三点については、ナチスは民族共同体を唱え、軍事的排外主義的に教育された民族によって脅威を打破しようとしていたが、階級社会の現実の中から、次の世代の文化が形成されたため、ナチスの教義や権威主義的理想が尻すぼみとなっていたことを意味する。
第四点は、それまで労働者による文化、中間層による文化などそれぞれ伝統的な形態を守ってきた階級文化をナチスが破壊して軍事教練や美辞麗句に置き換えようとしたが、それを青少年の一部が拒否したことを意味している。
ナチズムは結局、青少年の全てをひきつけることはできず、またナチスの理想は社会を完全に作り変えることはできなかった。これらナチズムの理想は、結局、達成されることはなかった。

## その他
これらの組織以外にも非政治的組織として、ドレスデンの「モップス」、ハレの「プロレタリア隊」、エアフルトの「モイテン」、ハンブルクの「髑髏団」、「ビスマルク団」、ミュンヘンの「ブラーゼン」などが存在した。